# Hippodrome Lalla Malika
L'hippodrome Lalla Malika, ou hippodrome de S.A.R. la princesse Lalla Malika en forme longue, est un hippodrome situé à l'entrée d'El Jadida, au Maroc. Rénové en 1999, il reçoit chaque année le Salon international du cheval d'El Jadida.

## Histoire
L'hippodrome d'El Jadida est construit à l'époque du protectorat, au début du XXe siècle. Il est rénové à la fin du même siècle par l'architecte Saâd Benkirane, pour être mis aux normes internationales en vigueur, des bâtiments anciens étant rasés, pour un coût de 20 millions de dirhams couvert par la Société royale d'encouragement du cheval. Il rouvre le 17 février 1999, en étant inauguré par le ministre de l'Agriculture, du Développement Rural et des Pêches maritimes, M. Habib El Malki. L'objectif des promoteurs à l'origine de cette rénovation est de faire d'El Jadida une ville tournée vers les loisirs.

## Description
Il se trouve à l'entrée de la ville d'El Jadida. Les courses y sont organisées par la Société des courses hippiques d’El-Jadida, sous l'égide de la Société royale d’encouragement du cheval. Il comporte un centre administratif, un parking, un café, des espaces de verdure, de sport, et un espace de loisirs avec des jeux. L'équipement hippique comporte un paddock de présentation, 20 stalles de sellage, des stalles de départ, des douches et des quais de débarquement pour les chevaux, un salivarium, une salle de pesage, une salle d'animation, un vestiaire pour les jockeys, une salle pour les commissaires aux courses, et une salle destinée aux photos et aux contrôles filmés. Un système de réception par satellite, opérationnel depuis le 20 janvier 1999, est destiné à permettre l'informatisation des paris. 
Les tribunes, dont une tribune d'honneur, ont une capacité de 1 000 personnes. 

## Pistes
La piste de courses mesure 2 000 mètres de longueur et 25 m de large, délimités par une lisse métallique. 

## Usages

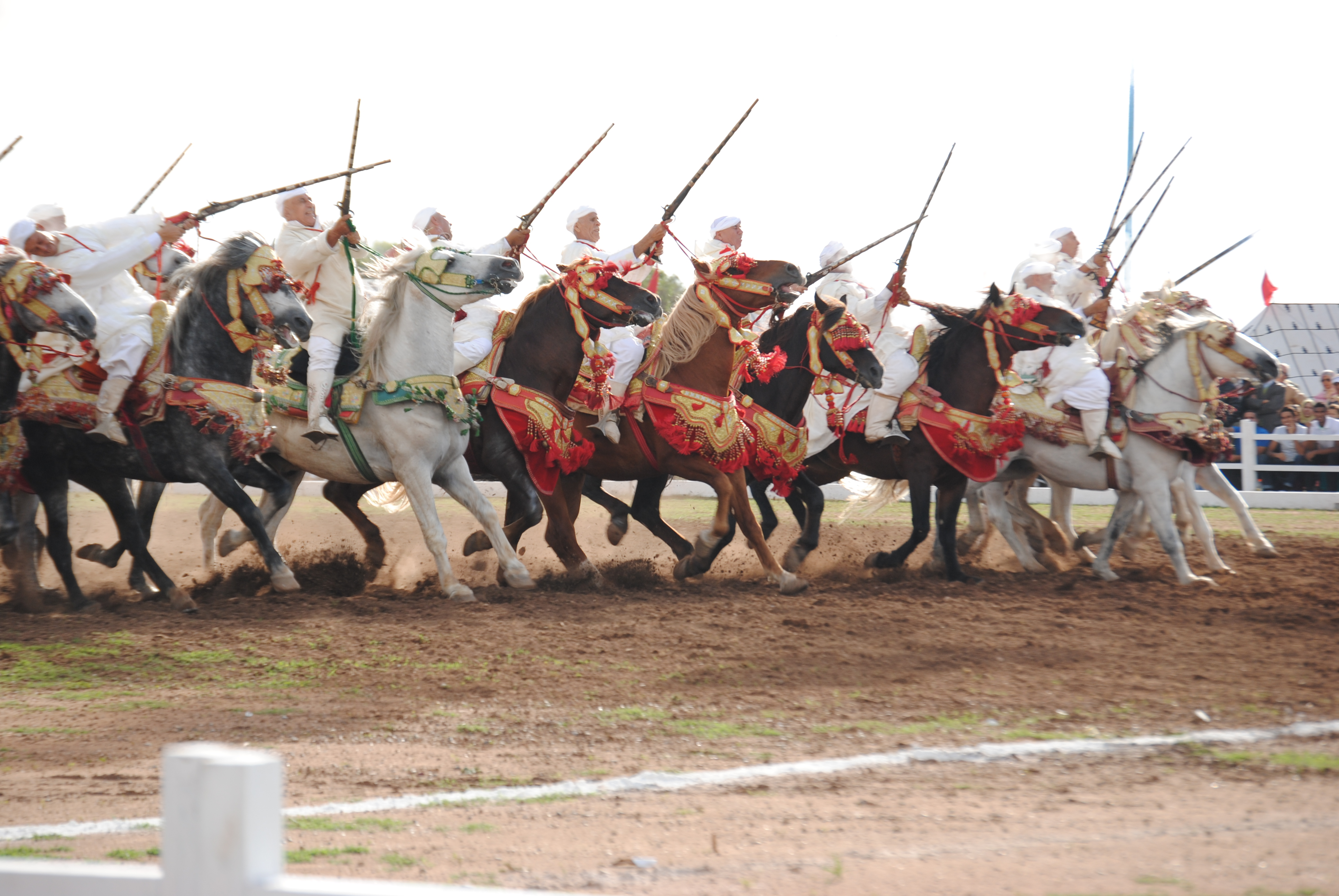
Tbourida sur l'hippodrome lalla Malika durant l'édition 2012 du Salon international du cheval d'El Jadida.

Sa principale réunion de courses est la Journée de la Fête du Trône, qui en 2016 avait une allocation globale supérieur à un million de dirhams dans ses huit épreuves.
Il reçoit chaque année le Salon international du cheval d'El Jadida, qui était en 2009 organisé sur 20 000 m2,,.